# Wilhelm Sander (Politiker)
Wilhelm Sander (* 6. Mai 1895 in Dresden; † 26. Juli 1978 in Bonn) war ein sozialdemokratischer Politiker, Gewerkschaftsfunktionär und Widerstandskämpfer gegen den Nationalsozialismus.

## Leben
Sander wuchs in einer sozialdemokratisch orientierten Familie auf. Er besuchte die Volksschule und erlernte ab 1910 das Klempner- und Schlosser-Handwerk. 1909 trat er der Sozialistischen Arbeiter-Jugend (SAJ) bei. Ein Jahr später wurde er Mitglied der SPD. Zugleich trat er in den freigewerkschaftlichen Deutschen Metallarbeiter-Verband (DMV) ein, für den er in den kommenden Jahren eine Reihe Funktionen übernahm.
Ab 1915 war Sander Soldat im Ersten Weltkrieg. Nach Befehlsverweigerung kam er bis Kriegsende in Festungshaft. Zwischen März 1919 und Ende 1920 war er Geschäftsführer und Vorsitzender der Filiale des DMV in Neuruppin. 1920 wechselte er zur USPD und war bis 1922 Parteisekretär des Unterbezirks Groß-Dresden und zeitweise Mitglied im zentralen USPD-Parteirat. Im Jahr 1922 kehrte er zur SPD zurück. In den Jahren 1925 bis 1933 war Sander Mitglied der Stadtverordnetenversammlung in Dresden. Im Jahr 1933 war er kurzzeitig Mitglied im Sächsischen Landtag. Daneben war er zeitweise Mitglied im zentralen SPD Parteiausschuss und Mitglied des Bezirksvorstandes Dresden sowie der Bezirksleitung des DMV.
Nach dem Beginn der nationalsozialistischen Herrschaft wurde er im Zusammenhang mit der Zerschlagung der Gewerkschaften am 2. Mai 1933 verhaftet und in Berlin-Plötzensee inhaftiert. Am 13. Mai 1933 ließen ihn die NS-Verfolger wieder auf freien Fuß. Aus Angst erneut verhaftet zu werden, emigrierte Sander Ende Mai 1933 zunächst in die Tschechoslowakei. Dort war er im Auftrag der Parteiführung für die Hilfen für sozialdemokratische Flüchtlinge zuständig. Aufgrund der Besetzung des Sudetengebietes emigrierte Sander 1938 nach Stockholm, wo er weiterhin nach Unterbringungsmöglichkeiten für Flüchtlinge suchte. Im selben Jahr ging Sander nach England. Dort übernahm er die Landesvertretung der SPD in Großbritannien und arbeitete auch dort in der Flüchtlingshilfe. Außerdem war er Herausgeber gewerkschaftlicher Exil-Publikationen. Anfang der 1940er-Jahre war Sander aktiver Funktionär der Landesgruppe deutscher Gewerkschafter (LdG) in Großbritannien. In dieser Gruppe wurden intensive Überlegungen hinsichtlich einer Nachkriegsordnung für das Deutsche Reich diskutiert. Ab 1945 war Sander zudem Vorsitzender der Union deutscher sozialistischer Organisationen in Großbritannien. Als solcher war er auch Herausgeber der Zeitschrift Sozialistische Mitteilungen, die Kurt Lorenz druckte. Im Jahr 1946 nahm er als Vertreter der Emigranten am ersten Nachkriegsparteitag der SPD 1946 teil.
Erst im September 1949 kehrte Sander nach Deutschland zurück. Bis 1962 arbeitete er in der Funktion eines Sekretärs für die SPD-Bundestagsfraktion und war zeitweise Mitglied in der Stadtverordnetenversammlung in Bonn. Dort gehörte er zu den Mitgründern der Volksbühne und war von 1965 bis 1970 Vorsitzender des Ortsvorstandes der Arbeitsgemeinschaft verfolgter Sozialdemokraten.